# Dżampel Jesze Gjalcen
Dżampel Jesze Gjalcen lub Thubten Jamphel Yeshe Gyaltsen, tybet. ཐུབ་བསྟན་འཇམ་དཔལ་ཡེ་ཤེས་རྒྱལ་མཚན་,(ur. 1 stycznia 1912 w Dagpo, zm. 7 maja 1947 w Lhasie) – tybetański tulku, piąty Reting Rinpocze i regent Tybetu w latach 1934-1941. 
XIII Dalajlama mianował go Retingiem Rinpocze, a po śmierci dalajlamy w 1934 r. Jesze Gjalcen stał się regentem Tybetu i faktyczną głową państwa. Nawiązał wówczas ograniczony kontakt z przedstawicielami rządu Wielkiej Brytanii, Kuomintangu oraz z europejskimi badaczami buddyzmu tybetańskiego. W czasie sprawowania funkcji regenta dwukrotnie chciał z niej zrezygnować. Odegrał kluczową rolę w odnalezieniu XIV Dalajlamy, a później przeprowadził jego intronizację. W 1941 r. zrzekł się funkcji regenta i udał na odosobnienie w klasztorze Reting, skąd powrócił do Lhasy w 1944 r. Tam stał się ofiarą tzw. "Spisku Reting". Rząd tybetański oskarżył go o korupcję oraz złamanie celibatu. Być może zarzuty były fałszywe, a powstały z przyczyn politycznych oraz z faktu sprzyjania przez Jesze Gjalcena szkole Ningma zamiast szkole Gelug do której należał. Aresztowany w 1947 r. i osadzony w więzieniu w Pałacu Potala, gdzie wkrótce zmarł, przypuszczalnie otruty lub na skutek tortur. Jego śmierć wywołała zamieszki w Tybecie, a klasztor Reting był splądrowany przez wojsko tybetańskie.